# Eurimedonte (mitología)
En la mitología griega, Eurimedonte (en griego: Εὐρũμέδων, -οντος; Eurymedṓn, -ontos) era el rey de los gigantes. Es un personaje puramente homérico que aparece prominentemente en la Odisea como el antepasado de los feacios. Algunos dicen que Eurimedonte pudiera ser uno de los gigantes que participó en la Gigantomaquia, como se ve en una cerámica.
El relato de Homero nos presenta a Eurimedonte por boca de Alcínoo, rey de los feacios, cuando le explica a Odiseo el abolengo de su estirpe. Dice que en otros tiempos Poseidón se unió a Peribea, «mujer de hermosura sin par», pero Peribea era la hija menor nacida de Eurimedonte. Se dice que este, de «altivo corazón», era el rey de las soberbias tribus de los gigantes y que sus acciones insensatas llevaron a su pueblo a la ruina. Peribea le alumbró a Poseidón al magnánimo Nausítoo, que fue rey de las gentes feacias, y que a su vez este engendró a Rexénor y a Alcínoo. Más adelante el autor vincula a los feacios, cíclopes y gigantes en una misma estirpe común, venerada en el pasado con hecatombes gloriosas, y que incluso banqueteaban al lado de los dioses. Pausanias ya da cuenta de ello: 

Homero no hace ninguna mención de los gigantes en la "llíada", pero en la "Odisea" refiere cómo los lestrigones atacaron las naves de Odiseo semejantes a gigantes y no a hombres, y hace decir al rey de los feacios que los feacios están cerca de los dioses, como los cíclopes y la raza de los gigantes. Pues bien, en estos lugares indica que los gigantes son mortales y no una raza divina, y más claramente todavía en lo siguiente: "el que en otro tiempo reinó sobre los magnánimos gigantes; pero él hizo perecer a un pueblo altanero, y él mismo pereció". En su poesía pueblo quiere decir pueblo común.
Pausanias: "Descripción de Grecia" VIII 29, 2.

Hesíodo difiere de Homero y no está de acuerdo sobre el origen de los feacios. Nos dice que estos tienen su origen en un héroe epónimo, llamado Féax, y también imagina a Nausítoo como un hijo de Odiseo y Calipso. Ninguna fuente nos habla de quiénes fueron los padres de Eurimedonte. La Teogonía nos cuenta que los gigantes nacieron de Gea y de la sangre que brotaba de su esposo Urano después de ser mutilado por Crono. Apolodoro añade que Gea y Urano concibieron a los gigantes de una manera más tradicional, pero Higino los hace hijos de la Tierra y el Tártaro.
En una versión minoritaria se dice que Eurimedonte violó a Hera cuando ésta era una niña y engendró a Prometeo, lo que causó la furia de Zeus, quien lo fulminó con sus rayos y lo lanzó al Tártaro en tanto que a Prometeo lo encadenó en el Cáucaso poniendo la excusa de que había robado el fuego.
Por alguna razón Graves relaciona a Temis y Eurimedonte, y dice que estos titanes estaban asociados con Júpiter, planeta de la ley. Por otro lado podemos encontramos un paralelo de Eurimedonte en la figura del Japetónida Menecio; también llamado soberbio y que se causó su propia ruina. Una fuente tardía nos dice que Zeus tuvo de Leandia, hija de Eurimedonte, a un tal Corón, probablemente una variante de la unión entre Peribea y Poseidón.